# Zygonoides fraseri
Zygonoides fraseri är en trollsländeart som först beskrevs av Elliot C.G. Pinhey 1956.  Zygonoides fraseri ingår i släktet Zygonoides och familjen segeltrollsländor. IUCN kategoriserar arten globalt som livskraftig. Inga underarter finns listade i Catalogue of Life.